# Democracy (videohra)
Democracy je politická tahová strategie, která byla vydána společností Positech Games v roce 2005. Dvě pokračování přišla v roce 2007 a v roce 2013. Hráč se ocitne v pozici prezidenta či předsedy demokratické vlády. Nejprve musí zavést a měnit politiku v sedmi oblastech (daně, ekonomika, sociální péče, zahraniční politika, doprava, veřejný pořádek - zákony a veřejné služby). Každá politika má vliv na štěstí různých skupin voličů, stejně jako různé faktory (trestná činnost, znečištění ovzduší atd.). Hráč se musí vypořádat s typickými problémy, jako jsou například protesty či bezdomovci.

## O hře
Po rozhodnutí, za který národ budete hrát, musíte získat podporu různých politických frakcí (včetně náboženských, patriotů, kapitalistů, socialistů, liberálů, konzervatistů a dalších) a vyhrát nadcházející volby. Hráč představuje politiku a používá posuvníky k nastavení výše státních dotací, daní, zákonů a předpisů v dané oblasti.
Chce-li hráč změnit politiku, musí utratit kapitál, který je generován loajálními ministry.
Je potřeba mít vyrovnaný rozpočet a splácet vládní dluh bez ztráty hlasů, kterou by způsobily vysoké daně.
Hra obsahuje velkou spoustu akcí, dilemat a situací, kterou musí hráč řešit. Příkladem je volba vrchního soudce nebo vysoká úroveň znečištění.

## Pokračování
Druhý díl byl vydán v prosinci roku 2007, který se od prvního dílu liší se v tom, že používá smyšlené národy a má mnoho nových funkcí (např. členství ve straně, terorismus).
Další díl byl vydán v říjnu roku 2013 a k tomuto dílu hry byly vydány později i datadisky Clones and Drones, Extremism a Social Engineering. Ve vývoji je momentálně datadisk Africa. Democracy 3 poskytuje hráči mnohem více možností, používá reálné národy a poměrně přesná statistická data o daných státech.

## Ocenění
Democracy je neobyčejně úspěšná Indie hra. V roce 2005 získala hra ocenění Simulace roku. Server Game Tunel ji ohodnotil 8/10, about.com 3,5/5.
V roce 2008 získala Democracy 2, stejně jako první díl, ocenění Simulace roku.

## Vzdělávání
Democracy 2 je stejně jako první díl, používán řadou škol k výuce ekonomiky a k pochopení politických systémů. Positech Game tyto hry prodává školám za sníženou cenu, aby ji podpořil. Positech vyjádřil touhu po tom, aby se hra používala na co nejvíce školách.